# Ковальов В'ячеслав Ярославович
В'ячесла́в Яросла́вович Ковальо́в (нар. 19 січня 1976 — 23 липня 2016) — солдат Збройних сил України, учасник російсько-української війни.

## Життєпис
Народився 1976 року в місті Бахмут (Донецька область), виростав у багатодітній сім'ї; закінчив ЗОШ № 8. Працював у артемівській Центральній районній лікарні.
Проходив військову службу за контрактом у лавах Збройних Сил України з кінця 2015 року — пішов разом зі своїм братом; солдат 54-го окремого розвідувального батальйону. Брав участь в боях на сході України.
23 липня 2016 року вранці загинув під час артилерійського обстрілу терористами поблизу села Гнутове. Тоді ж полягли старші солдати Костянтин Бессараб, Володимир Полохало та Віталій Чунтул.
26 липня 2016 року похований на Маріупольському кладовищі у Бахмуті.
Без В'ячеслава лишилися батько, шестеро братів та сестер, сестри.

## Нагороди та вшанування
- указом Президента України № 345/2016 від 22 серпня 2016 року «за особисту мужність і високий професіоналізм, виявлені у захисті державного суверенітету та територіальної цілісності України, вірність військовій присязі» — нагороджений орденом «За мужність» III ступеня (посмертно)[1].